# ピクチャーレール
ピクチャーレール（英: picture rail）は、建造物の主に内装部の天井、もしくは壁面に設置する掲示用レールである。
レールに仕込まれたフック、もしくはランナーフックにワイヤーなどを掛け、そのワイヤーの先端に設置されたフックに額装された絵画等をかけて掲示する。レールにより、フック位置が水平移動できると共に、ワイヤーの長さもしくはフック位置によって垂直移動も可能なため、展示物の位置や大きさが都度変わる美術館、博物館などといった施設での展示スペースにて多用されている。